# 甲状披裂筋
甲状披裂筋（こうじょうひれつきん）は、内喉頭筋の一つで甲状軟骨の後面に起始し、披裂軟骨に停止する横紋筋。迷走神経の枝である反回神経（下喉頭神経）に支配される。別名、内筋。内側部は声帯筋として独立する事もある。
声帯を短縮・弛緩させる。
甲状声帯筋とも呼ばれる。